# ホールデン (自動車)
ホールデン（Holden）は、1913年から2017年まで乗用車を製造していたオーストラリアの自動車会社ならびに乗用車・商用車の販売会社、およびそのブランド。1931年からGM傘下ということもあってGMHやGMホールデンと呼ばれることもある。

## 沿革

### 創業期

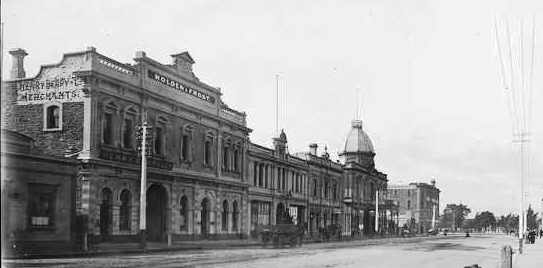
Holden and Frost premises, Grenfell Street, アデレード

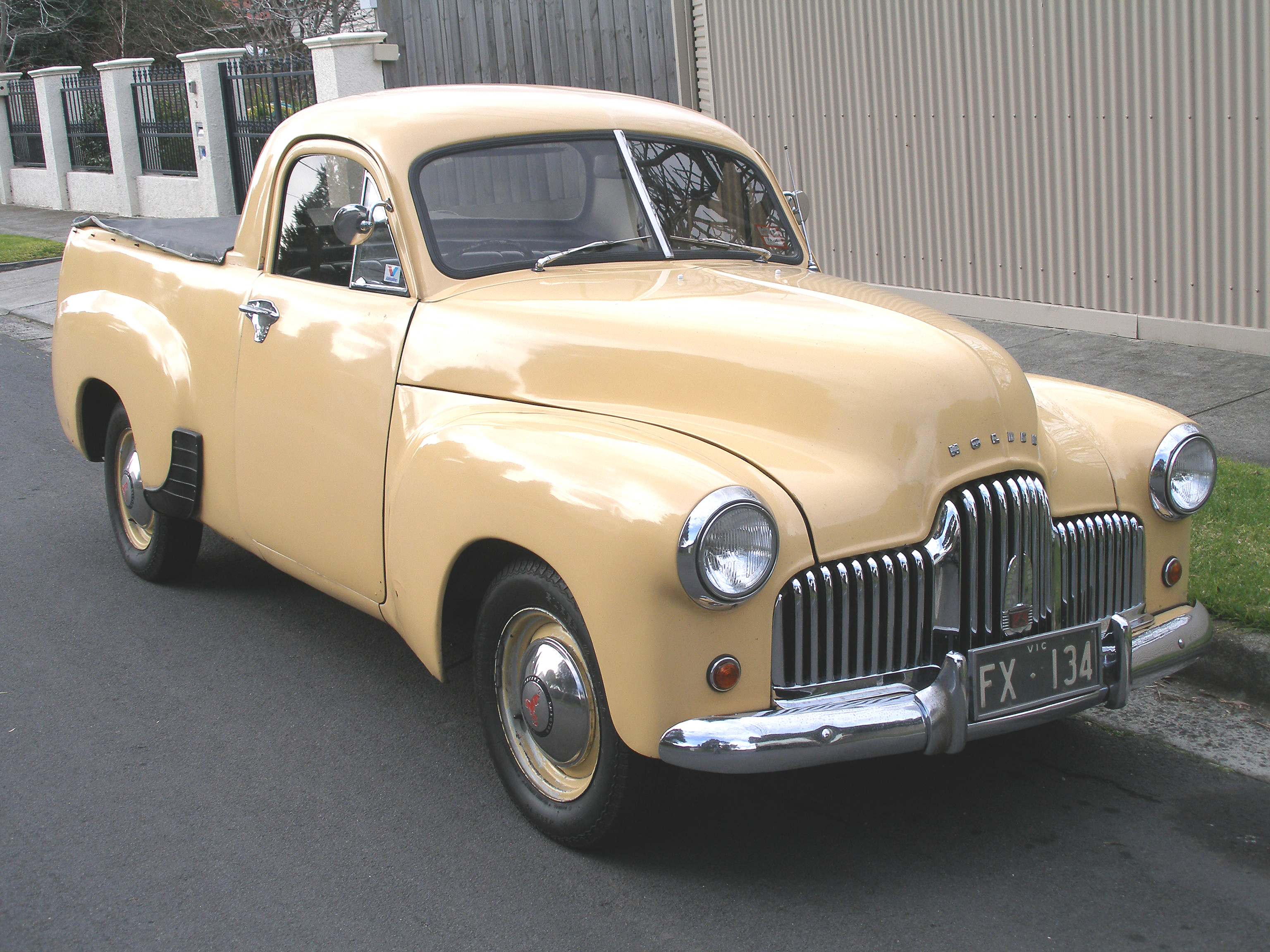
1951年 50-2106 utility（ユート）

オーストラリア唯一の自国独自ブランドの自動車メーカーで、ジェームス・アレクサンダー・ホールデン（以下J.A.ホールデン）が1856年にアデレードで馬具製造の会社として設立したのが起源である。
1908年から自動車内装の修理業に参入。1913年にはサイドカーのボディ製造を開始、1917年以降第一次世界大戦による輸入制限に伴い自動車ボディの製造に参入し、1919年にJ.A.ホールデンは新会社Holden's Motor Body Builders Ltd (HMBB) を設立。1923年には年産12,000ユニットを製造する規模となる。またフォード・オーストラリアのジーロング工場が完成するまでの間、同社向けにボディの組み立てを行った最初のメーカーでもある。そして1924年にゼネラルモーターズ・オーストラリアの専属ボディサプライヤーとなる。
1926年、GMはコンプリート・ノックダウンのシャーシにHMBBのボディを組み合わせた車両の組み立てを行う工場を豪州各州に設立。1930年には34,000台を生産していたが、世界大恐慌の影響で、翌年にはわずか1,651台に減少した。
1931年にゼネラルモーターズはHMBBを買収し、ゼネラルモーターズ・オーストラリアと合併、General Motors-Holden's Ltd (GM-H) となる。また1920年代にはメルボルン市内を走るトラム車両の製造も行っていた。GMの買収後は、グループの一員として、シボレー車等のノックダウン生産をはじめ、シボレーやビュイックの影響を受けつつもオーストラリアの国情に合った独自の中型車 ホールデン・48-215 を開発し、初めて「ホールデン」の名を冠した自動車として1948年から生産を開始した。アメリカ車の平均より若干小柄だがヨーロッパ車よりも大きい独特のボディサイズ設定は、アメリカ同様に広大な未開地を抱えるオーストラリアならではの設定である。
1970年代以降は、自社開発の大型セダンとその派生車種のほか、欧州・日本のGM系メーカー（オペル、いすゞ、スズキなど）の一部車種をライセンス生産もしくは輸入している。1984年からはバトン・プランによって登場した計7車種の内、トヨタ自動車と3車種、日産自動車と1車種のバッジエンジニアリングモデルが登場した。この内最後まで残ったのがホールデン・アポロとトヨタ・レクセンで共に1997年に販売を終了している。1990年代、小〜中型モデルはオペルベースの車種が中心だったが、コスト削減のためそれらは徐々にGM大宇/シボレーベースに置き換えられていった。1998年にGeneral Motors-Holden's LtdからHolden Ltdへと社名を変更している。
2000年代に入ると自社開発車種のオーストラリア国外への展開にも積極的になり、2000年代半ばにクーペのモナーロを、アメリカではポンティアック・GTO、イギリスではボクスホール・モナーロの名称でそれぞれOEM供給していた。また、2005年からステーツマンの韓国および中国への輸出を開始し、それぞれGM大宇・ステーツマン、ビュイック・ロワイヨム (ROYAUM) の名称で販売された。その後WM型ステーツマンがビュイック・パークアヴェニューとして販売されている（2008年からはGM大宇・ベリタスとして韓国でも発売されたが、不人気を理由に2010年に廃止）。
2005年にはサーブ・オーストラリアを統合した。
2008年にはVEコモドアが北米でポンティアック・G8として発売されたが、ブランド廃止に伴いわずか1年で打ち切られている。
2013年からVFコモドアが、シボレー・SSとして再び北米市場で販売されていた。
2013年12月、GMはホールデンに関し「現地生産を2017年末までに終了する」と発表した。2017年10月、工場閉鎖に伴い、操業を終了。以降は全ての車種を輸入に切り替えた。全国に約200カ所あるディーラー網と人員は維持する。
2020年2月17日、GMは2021年をもってホールデンブランド車の販売を終了することを発表した。向こう10年間は部品の供給などのアフターサポートサービスを継続する。今後、オーストラリアやニュージーランド市場では、特定車種の販売を行う方針が伝えられている。

## 車種一覧

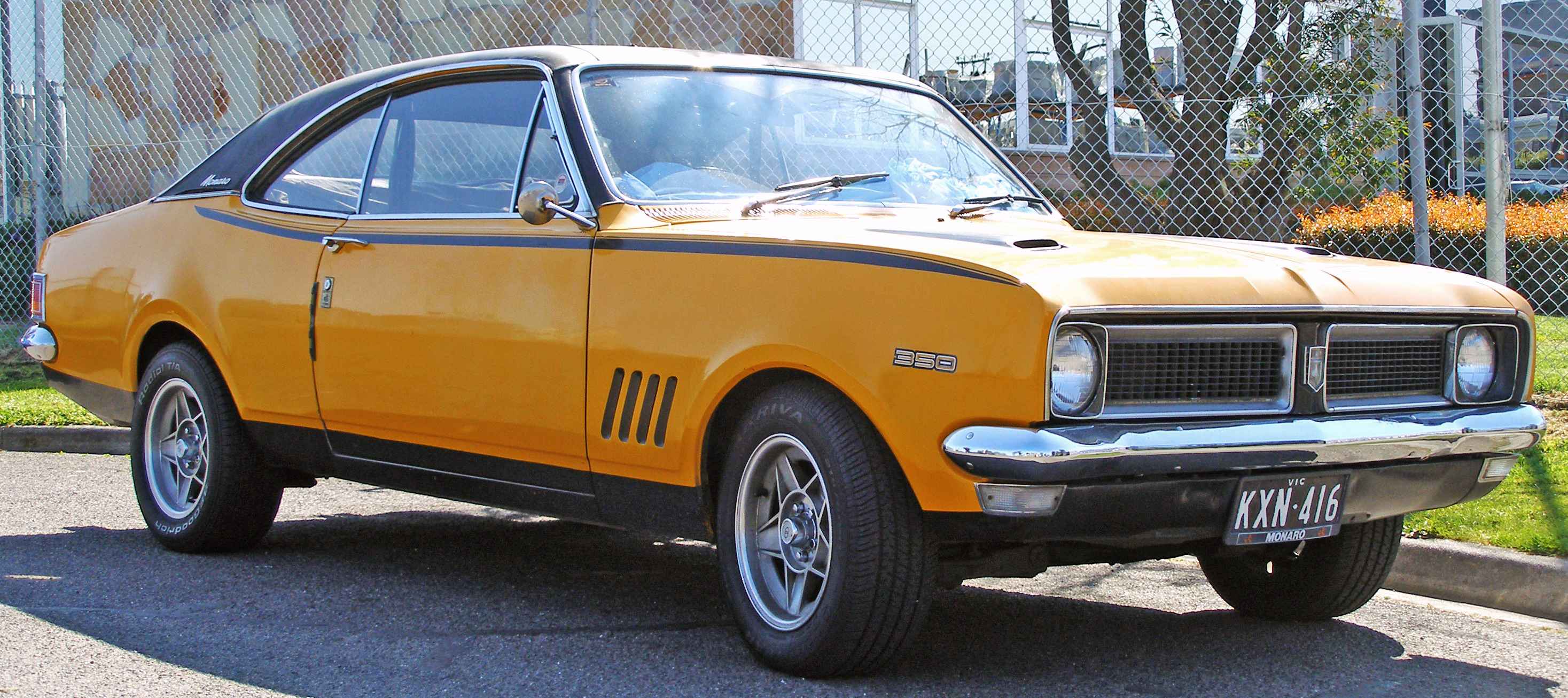
1968年 HGモナーロ・クーペ GTS

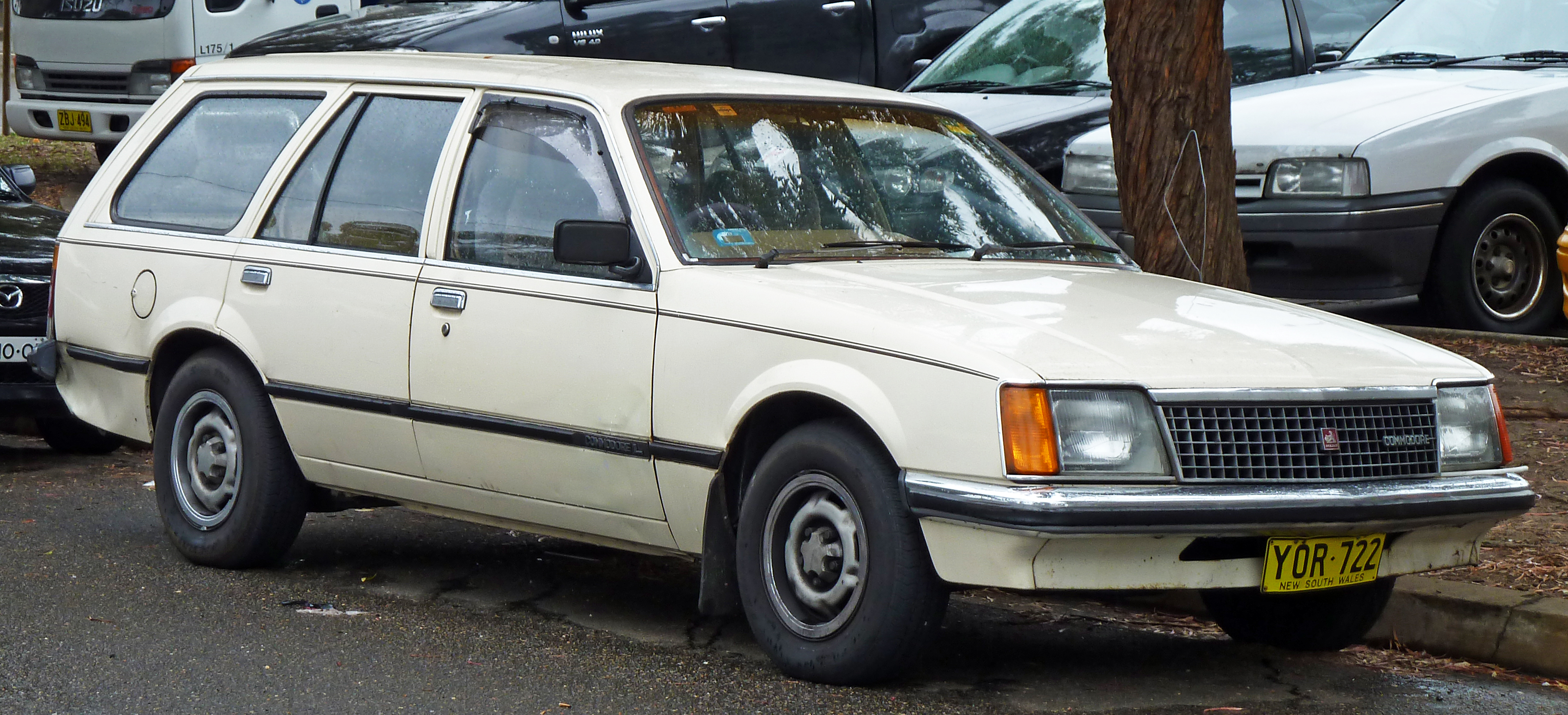
1978年 VCコモドア L ステーションワゴン

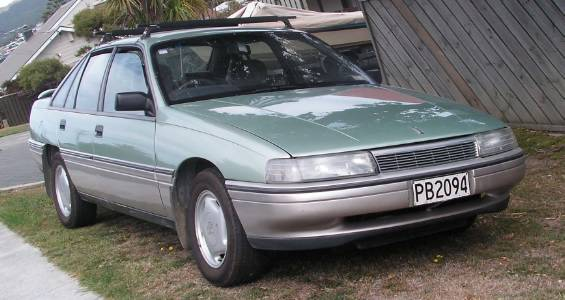
1988年 VNコモドア カレー

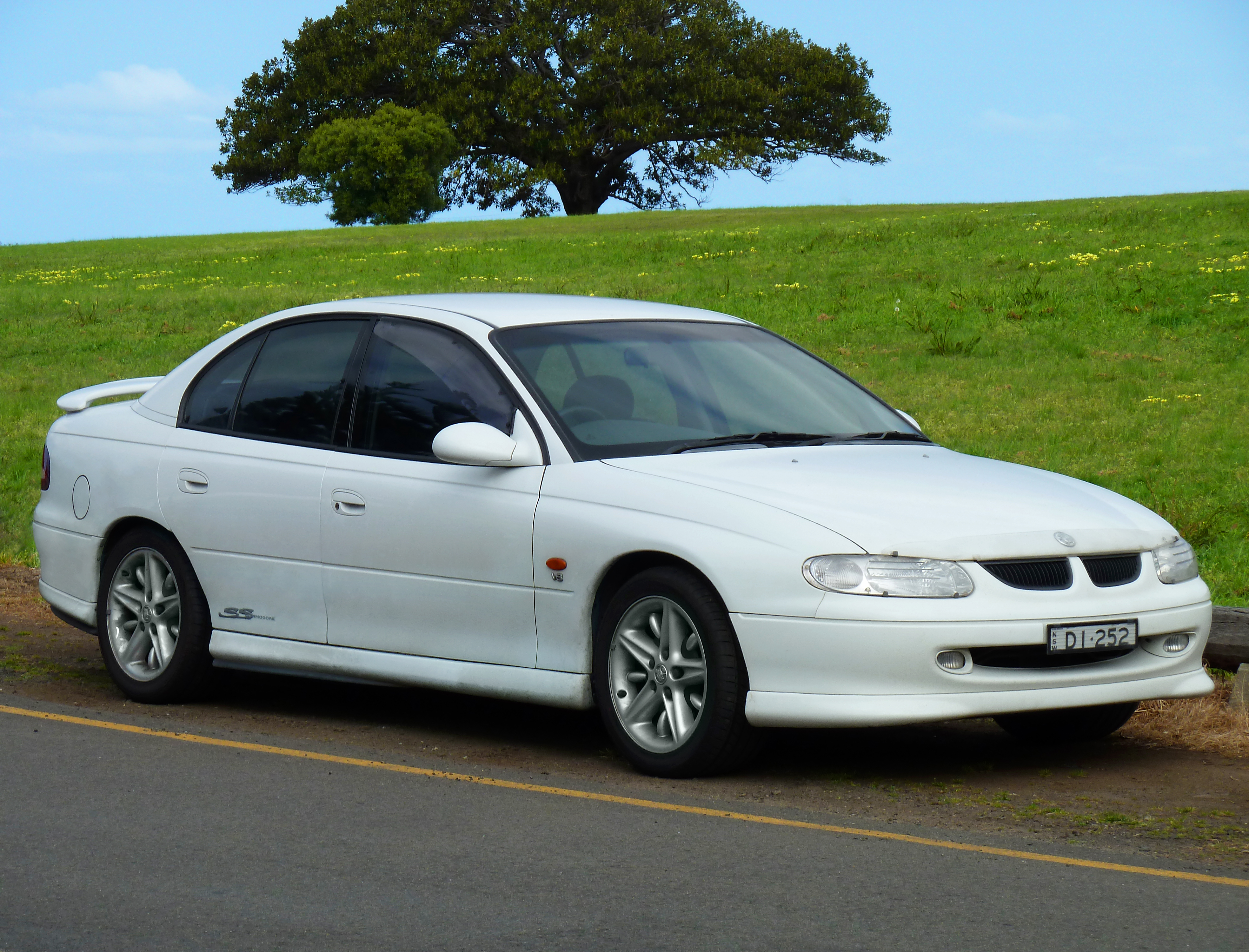
1997年 VTコモドア SS

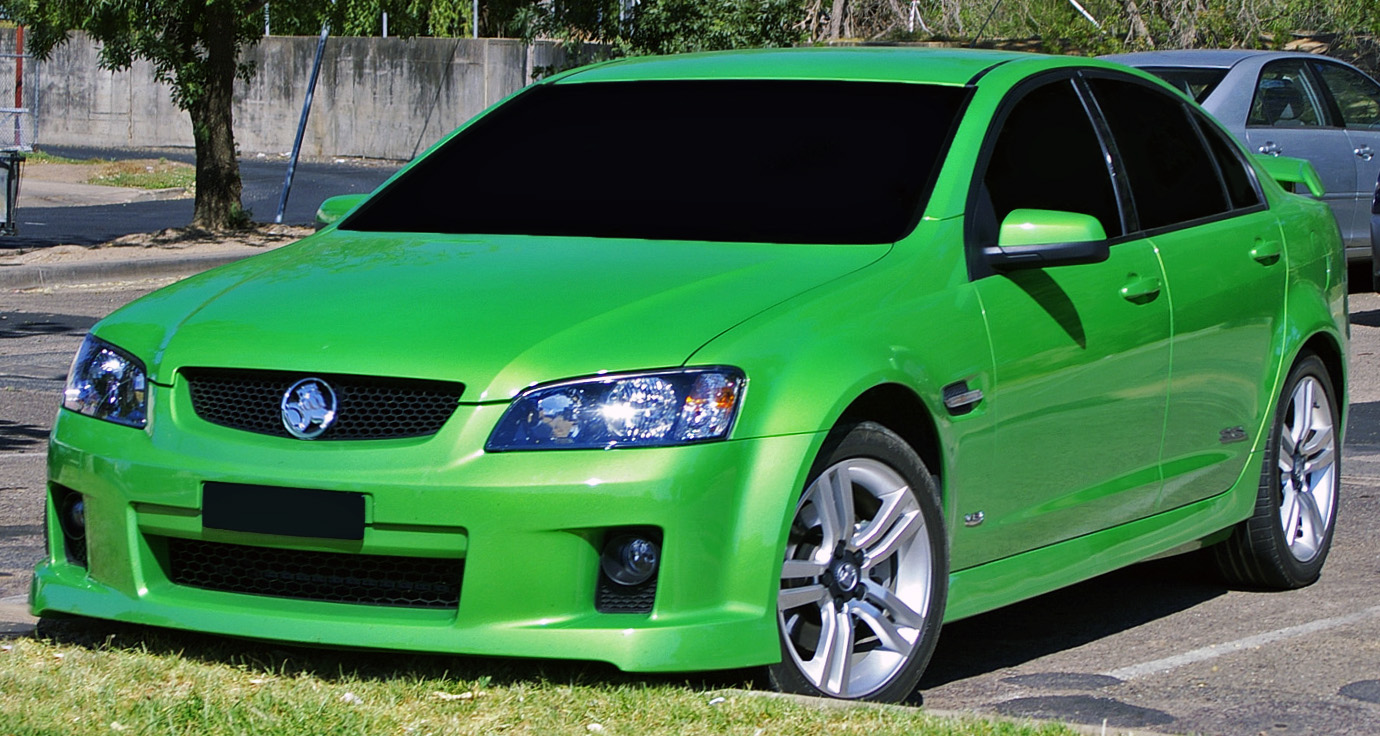
2006年 VEコモドア SS

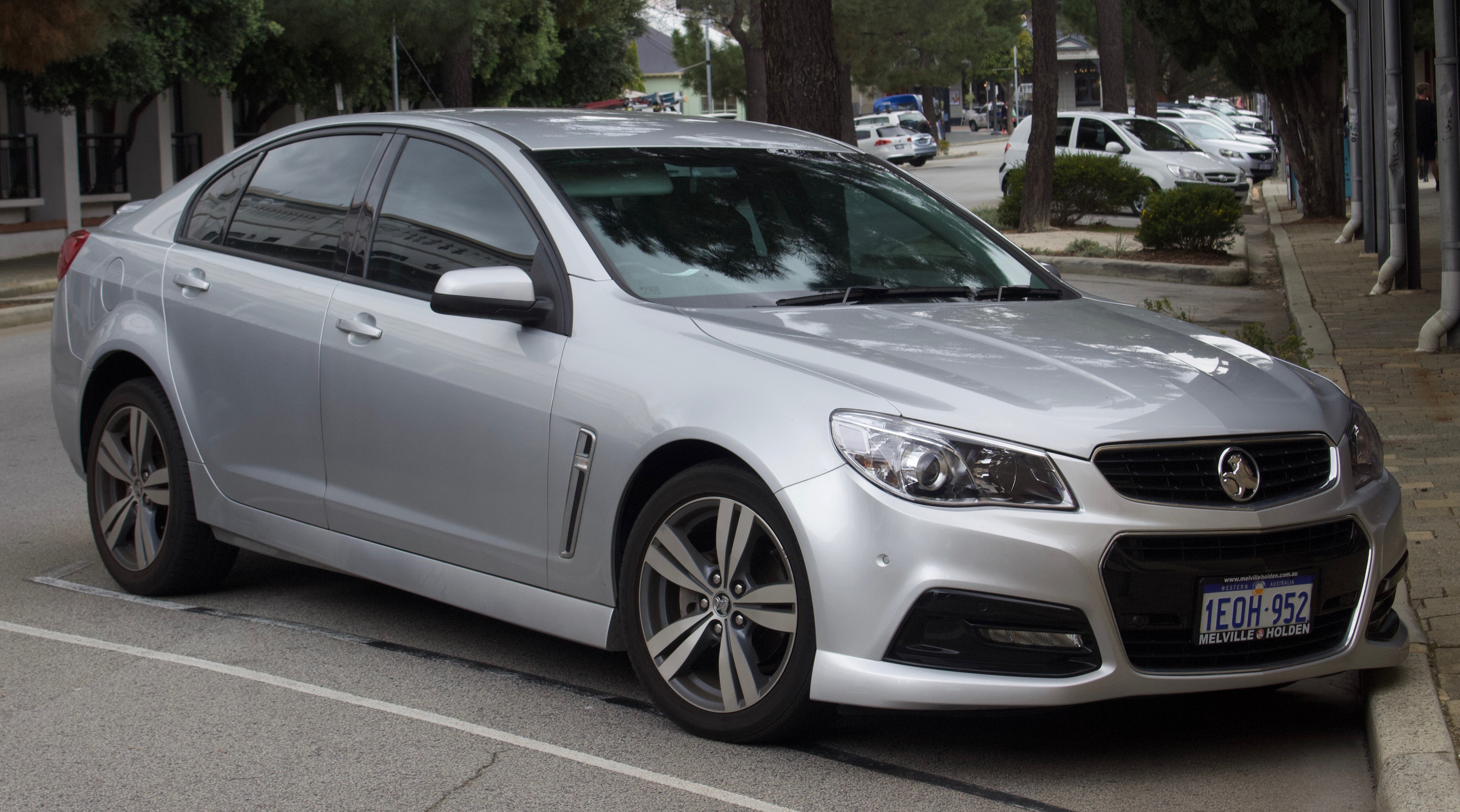
2013年 VFコモドア SV6

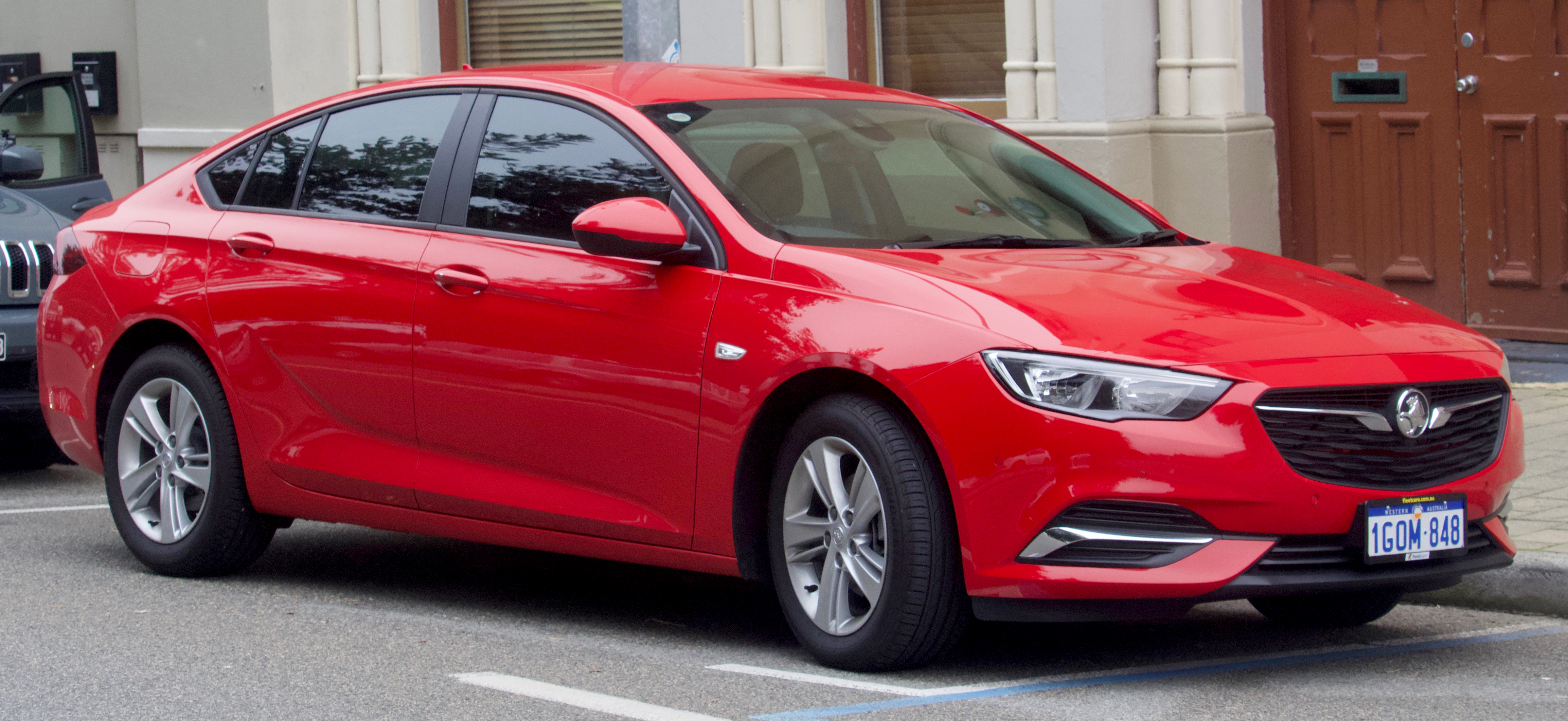
2018年 ZBコモドア LT

- エピカ（シボレー・エピカの豪州仕様車、ベクトラの後継として登場）
- クルーズ（初代。スズキ製シボレー・クルーズを日本から輸入）
- ドローバー（スズキ・ジムニーのOEM）
- スキュリー（スズキ・キャリイの姉妹車。イギリスのベドフォード製のものを輸入していた）
- ジェミニ（初代いすゞジェミニのライセンス生産車）
- シャトル（いすゞ・ファーゴのOEM）
- カミーラ（オペル・アスコナ/いすゞ・アスカがベース）
- ノバ（トヨタ・カローラのOEM）
- アポロ（トヨタ・カムリのOEM）
- ヴィヴァ（シボレー・オプトラの豪州仕様車）
- ベクトラ（オペル・ベクトラの豪州仕様車）
- カリブラ（オペル・カリブラの豪州仕様車）
- プレミア（70年代のアメリカGMのセダンのプラットフォームを使用した自社開発車。マツダ・ロードペーサーはプレミアに13B型ロータリーエンジンを搭載して日本国内で1975年から1979年まで販売した）
- キングスウッド（プレミアの廉価版）
- WBステーツマン・デ・ビル（プレミアの高級版。いすゞ自動車が1973～1975年にかけて『いすゞ・ステーツマンデビル』として日本国内で販売した）
- WBワン・トンナー（ステーツマンのピックアップ版）
- VQ-WMステーツマン（コモドアのボディを延長した高級セダン）
- クルーマン（コモドア・ユートの4ドア版）
- サンドマン（プレミアのバン型商用車）
- ジャッカルー（いすゞ・ビッグホーンの豪州仕様車）
- ロデオ（いすゞ・D-MAXの豪州仕様車）
- バリーナクラシック（2代目シボレー・アヴェオの豪州仕様車）
- キャブティバ5（オペル・アンタラの豪州仕様車）
- Volt（シボレー・Voltの豪州仕様車）
- インシグニア（オペル・インシグニアの豪州仕様車）
- バリーナスパーク（シボレー・スパークの豪州仕様車）
- バリーナ（3代目シボレー・アヴェオの豪州仕様車）
- クルーズ（2代目。シボレー・クルーズの豪州仕様車、ヴィヴァの後継として登場）2011年3月のマイナーチェンジ後のシリーズIIからは、豪州生産。
- クルーズ ハッチ（クルーズの5ドア版。韓国仕様のクルーズ5と同型）
- クルーズ スポーツワゴン（クルーズのステーションワゴン版）
- アストラ（オペル・アストラの豪州仕様車）
- カスケーダ（オペル・カスケーダの豪州仕様車）
- キャブティバ7（シボレー・キャプティバの豪州仕様車）
- マリブ（シボレー・マリブの豪州仕様車）
- コモドア/コモドア スポーツワゴン（自社開発の大型セダン/ワゴン、2018モデルからは2代目オペル・インシグニアのバッジエンジニアリング）
- コモドアツアラー（コモドアベースのSUV、同上）
- カプリス（コモドアのボディを延長した上級仕様。シボレー・カプリスとは関連性が深い）
- ユート（コモドアがベースのピックアップトラック）
- コロラド（シボレー・コロラドの豪州仕様車）
- コロラド7→トレイルブレイザー（2代目シボレー・トレイルブレイザーの豪州仕様車）
- トラックス（シボレー・トラックスの豪州仕様車）
- エクイノックス（シボレー・エクイノックスの豪州仕様車）
- アカディア（GMC・アカディアの豪州仕様車）
- コルベット（シボレー、ホールデンともブランド表記無し）

ホールデンの主力モデルであったコモドアは、フォード・ファルコン、トヨタ・カムリなどと共に豪州で最も人気が高い車種であり、警察、政府関連、タクシーなどに多数採用されている。

## オーストラリアの自動車生産
かつて1970年代まではフォルクスワーゲン、ルノー、オースチン、日産、クライスラーなど多くのメーカーが現地工場を持ち乗用車の生産をしていたが撤退が相次ぎ、1994年にはメルボルンに存在していた日産の工場が閉鎖され、2008年3月いっぱいでアデレードにあった三菱の工場も閉鎖され、その後、国内で乗用車を量産していたのは、ホールデン、フォード・オーストラリア、トヨタの3社だけとなっていた。
しかし、近年の人件費の上昇やオーストラリア・ドル高、経済協定の締結などもあり、フォード・オーストラリアは2016年10月にオーストラリアでの自動車生産から撤退することを2013年5月23日に発表し、2016年10月7日に操業停止。トヨタも2013年12月12日にトニー・アボット首相に対して撤退を示唆する発言を行い、2014年2月10日に撤退を正式に発表し、2017年10月3日に操業停止。最後まで残っていたホールデンも2017年10月20日をもって生産を終了することでオーストラリア国内における自動車生産は消滅し、全メーカーが輸入販売をすることとなった。

## 日本における展開
日本におけるホールデンの知名度は低いが、1973年からいすゞへステーツマン・デ・ビルをOEM供給していたことがあるほか、マツダも大型セダンであるプレミアのボディを購入・輸入し、それに自社の13B型ロータリーエンジンを搭載した最高級車ロードペーサーを生産し1975年から1979年まで販売。また2005年からスズキが販売したシボレー・オプトラ（製造：GM大宇）の日本仕様車に搭載されるエンジンはホールデン製である。
2004年から愛知県を中心に展開する輸入車販売会社「オートプレステージ」がSS UTE/HSV MALOO R8を中心に、少量ではあるがホールデン車の輸入・販売をしている。

## その他の国では
自国からNZ以外では1980年代初頭にタイのディーラーで販売開始されていたことから始まり、自国からの輸入に加えGMタイランドでもホールデン車を生産していたことがあったが、日産、トヨタ、本田、マツダ、いすゞ等といったいわゆる日系車に押された格好となってしまったため、タイからは1990年前半で撤退している。